# Skrad
Skrad est un village et une municipalité située comitat de Primorje-Gorski Kotar, en Croatie. Au recensement de 2001, la municipalité comptait 1 333 habitants, dont 96,62 % de Croates et le village seul comptait 836 habitants.

## Localités
La municipalité de Skrad compte 32 localités :
| - Belski Ravan - Brezje Dobransko - Bukov Vrh - Bukovac Podvrški - Buzin - Divjake - Dramalj - Gorani - Gorica Skradsk - Gornja Dobra - Hlevci - Hosnik - Hribac - Mala Dobra - Malo Selce - Pečišće | - Planina Skradska - Podslemeni Lazi - Podstena - Pucak - Raskrižje - Rasohe - Resnatac - Rogi - Skrad - Sleme Skradsko - Trški Lazi - Tusti Vrh - Veliko Selce - Vrh Brodski - Zakrajc Brodski - Žrnovac |